# اعتلال ليبر العصبي الوراثي البصري
اعتلال ليبر العصبي الوراثي البصري هو مرض موروث بالميتوكوندريا (ينتقل من الأم إلى الذرية) يسبب تنكس عصبونات الشبكية ومحاورها ما يؤدي إلى فقدان حاد أو تحت الحاد للرؤية المركزية؛ يصيب بالدرجة الأولى الذكور البالغين الشباب. لا ينتقل اعتلال ليبر العصبي الوراثي البصري إلا من خلال الأم، لأنه يرجع في المقام الأول إلى طفرات في جينوم الميتوكوندريا (لا النواة)، وتساهم البويضة فقط في نقل الميتوكوندريا إلى الجنين. يكون اعتلال ليبر العصبي الوراثي البصري عادةً ناتجًا عن واحدة من ثلاث طفرات نقطية ممرضة في دنا الميتوكوندريا. تكون هذه الطفرات في مواقع النوكليوتيدات 11778 غوانين بدل أدينين، و3460 غوانين بدل أدينين، و14484 ثايمين بدل سايتوسين، على التوالي في الجينات الفرعية ND4 وND1 وND6 من المعقد الأول لسلسلة الفسفرة التأكسدية في الميتوكوندريا. لا يمكن للرجال نقل المرض إلى ذريتهم.

## العلامات والأعراض
تحدث سريريًا بداية حادة من فقدان البصر، أولًا في عين واحدة، ثم ينتقل إلى العين الأخرى بعد عدة أسابيع إلى أشهر. يحدث ذلك عادةً في بداية سن البلوغ، لكن يتراوح العمر عند بداية فقدان البصر بين 7-75 عامًا. يكون سن بداية الإصابة أعلى قليلًا لدى الإناث (يتراوح بين 19 و55 عامًا: وسطيًا 31.3 عامًا) مقارنةً بالذكور (تتراوح أعمارهم بين 15 و53 عامًا: وسطيًا 24.3 عامًا).
يتطور هذا عادةً إلى اعتلال عصبي بصري شديد وتناقص دائم في حدة البصر. تتأثر كلتا العينين في وقت واحد (25% من الحالات) أو بالتتابع (75% من الحالات)، مع تأخر إصابة العين الأخرى بمعدل 8 أسابيع. نادرًا ما تتأثر عين واحدة فقط. في المرحلة الحادة، التي تستمر لبضعة أسابيع، تُظهر العين المصابة وذمة في طبقة الألياف العصبية، خاصةً في الحزم المقوسة والأوعية المحيطة بالحليمة المتضخمة أو متوسعة الشعيرات (اعتلال الأوعية الدقيقة). تظهر السمات الرئيسية في أثناء فحص قاع العين، قبل بداية فقدان البصر أو بعده مباشرةً. قد يكون العيب في الحدقة مرئيًا في المرحلة الحادة أيضًا. يُكشف انخفاض حدة البصر وفقدان رؤية الألوان وعتمة مركزية عميائية في فحص مجال الرؤية.

## التشخيص
دون وجود تاريخ عائلي معروف لاعتلال ليبر العصبي الوراثي البصري، يتطلب التشخيص عادةً إجراء تقييم عيني عصبي واختبار الدم لفحص دنا الميتوكوندريا. من المهم استبعاد الأسباب المحتملة الأخرى لفقدان البصر والمتلازمات الهامة المرتبطة به مثل اضطراب نظام التوصيل الكهربائي للقلب.

## العلاج
إن إنذار المصابين غير المُعالجين هو استمرار فقدان البصر الهام في كلتا العينين في جميع الحالات تقريبًا. يُنصح بإجراء فحوص لحدة البصر ومجال الرؤية لمتابعة حالة المصابين. هناك علاج مفيد متاح لبعض حالات هذا المرض خاصةً في البداية المبكرة للأعراض. إن بروتوكولات العلاج التجريبي أيضًا قيد التطوير. ينبغي توفير المشورة الوراثية، وتجب إعادة تقييم خيارات الصحة ونمط الحياة خاصةً في ضوء نظريات التعبير الجيني المتعلقة بالسموم والتغذية. يجب استخدام وسائل تحسين الرؤية وإعادة التأهيل لمساعدة المصابين في الحفاظ على عملهم.